# Carex continua
Carex continua är en halvgräsart som beskrevs av Charles Baron Clarke. Carex continua ingår i släktet starrar, och familjen halvgräs. Inga underarter finns listade i Catalogue of Life.